# Rio do Sul
Rio do Sul là một đô thị thuộc bang Santa Catarina, Brasil. Đô thị này có diện tích 258 km², dân số năm 2007 là 56919 người, mật độ 220,6 người/km².